# Підводні човни проєкту 671 «Йорш»
| Підводні човни проєкту 671 «Йорш» | Підводні човни проєкту 671 «Йорш»                      | Підводні човни проєкту 671 «Йорш»                      |
| --------------------------------- | ------------------------------------------------------ | ------------------------------------------------------ |
|                                   |                                                        |                                                        |
|                                   |                                                        |                                                        |
|                                   |                                                        |                                                        |
| Під прапором                      | СРСР                                                   | СРСР                                                   |
| Спуск на воду                     | 1967—1974 рр (15 човнів)                               | 1967—1974 рр (15 човнів)                               |
| Виведений зі складу флоту         | 1989—2010 рр                                           | 1989—2010 рр                                           |
| Проєкт                            |                                                        |                                                        |
| Тип ПЧ                            | Підводний човен атомний торпедний                      | Підводний човен атомний торпедний                      |
| Розробник проєкту                 | СПМБМ «Малахіт»                                        | СПМБМ «Малахіт»                                        |
| Класифікація НАТО                 | Victor-I                                               | Victor-I                                               |
| Основні характеристики            |                                                        |                                                        |
| Швидкість (надводна)              | 11,5 вузлів (22 км/год)                                | 11,5 вузлів (22 км/год)                                |
| Швидкість (підводна)              | 33 вузлів (63 км/год)                                  | 33 вузлів (63 км/год)                                  |
| Робоча глибина занурення          | 320 м                                                  | 320 м                                                  |
| Гранична глибина занурення        | 400 м                                                  | 400 м                                                  |
| Автономність плавання             | 60 діб                                                 | 60 діб                                                 |
| Екіпаж                            | 76 осіб                                                | 76 осіб                                                |
| Розміри                           |                                                        |                                                        |
| Довжина найбільша (по КВЛ)        | 92,5 м                                                 | 92,5 м                                                 |
| Ширина корпусу найб.              | 10,6 м (по легкому корпусу) 16,5 м (по стабілізаторах) | 10,6 м (по легкому корпусу) 16,5 м (по стабілізаторах) |
| Середня осадка (по КВЛ)           | 7,62 м                                                 | 7,62 м                                                 |
| Водотоннажність надводна          | 4250 т                                                 | 4250 т                                                 |
| Озброєння                         |                                                        |                                                        |
| Торпедно- мінне озброєння         | Носові: 6 ТА калібру 533-мм (торпед)                   | Носові: 6 ТА калібру 533-мм (торпед)                   |

Підводні човни проєкту 671 «Йорш» — серія радянських атомних підводних човнів (ПЧАТ). Побудовано і передано флоту 15 човнів цього проєкту.

## Корпус

### Енергетичне обладнання
Два водо-водяних реактори ВМ-4 тепловою потужністю 72 МВт, цикл перезарядження — 8 років. Дві паротурбіни ОК-300 сумарною потужністю 31 000 к. с. Чотири парогенератори ПГ-4Т.
Один багатолопастний винт.

## Інциденти
21 березня 1984 року під час американсько-корейських навчань американський авіаносець «Кітті-Хок» протаранив човен К-314. При цьому човен отримав ушкодження легкого корпусу, огородження висувних пристроїв, правого стабілізатора і гребного гвинта і, втративши хід, змушений був сплисти. Під час аварії на авіаносці було десятки ядерних боєприпасів, на човні було дві таких торпеди. Авіаносець прорізав собі днище завдовжки 40 метрів.

## Представники
| Назва                 | Заводський номер | Закладений      | Спущений на воду | Прийнятий флотом | Виведений з флоту                                                               |
| --------------------- | ---------------- | --------------- | ---------------- | ---------------- | ------------------------------------------------------------------------------- |
| К-38                  | 600              | 12 квітня 1963  | 28 липня 1966    | 5 листопада 1967 | 24 червня 1991                                                                  |
| К-69                  | 601              | 31 січня 1964   | 22 грудня 1967   | 6 листопада 1968 |                                                                                 |
| К-147                 | 602              | 16 вересня 1964 | 17 червня 1968   | 25 грудня 1968   | 8 вересня 1997 року виведений зі складу флоту; у березні 2008 року утилізований |
| К-53                  | 603              | 16 грудня 1964  | 15 березня 1969  | 30 вересня 1969  | 30 червня 1993 року списаний; 2004 році утилізований                            |
| К-306                 | 604              | 20 березня 1968 | 4 червня 1969    | 4 грудня 1969    | 24 липня 1991 року виведений зі складу флоту; 2009 році утилізований            |
| К-323 «50 років СРСР» | 605              | 5 липня 1968    | 14 березня 1970  | 29 жовтня 1970   | 30 червня 1993 року виведений зі складу флоту; 2006 році утилізований           |
| К-370                 | 606              | 19 квітня 1969  | 26 червня 1970   | 4 грудня 1971    |                                                                                 |
| К-438                 | 608              | 13 червня 1969  | 23 березня 1971  | 15 жовтня 1971   | 4 серпня 1995                                                                   |
| К-367                 | 609              | 14 квітня 1970  | 2 липня 1971     | 5 грудня 1971    | 5 липня 1994                                                                    |
| К-314                 | 610              | 5 серпня 1970   | 28 березня 1972  | 6 листопада 1972 | 14 березня 1989                                                                 |
| К-398                 | 611              | 22 квітня 1971  | 2 серпня 1972    | 15 грудня 1972   | 4 серпня 1995                                                                   |
| К-454                 | 612              | 24 липня 1971   | 5 травня 1973    | 30 вересня 1973  |                                                                                 |
| К-462                 | 01613            | 3 липня 1972    | 1 вересня 1973   | 30 грудня 1973   |                                                                                 |
| К-469                 | 01615            | 5 вересня 1973  | 10 червня 1974   | 4 вересня 1974   | 1993                                                                            |
| К-481                 | 01615            | 27 вересня 1973 | 8 вересня 1974   | 27 грудня 1974   |                                                                                 |